# Quadrangle d'Arcadia

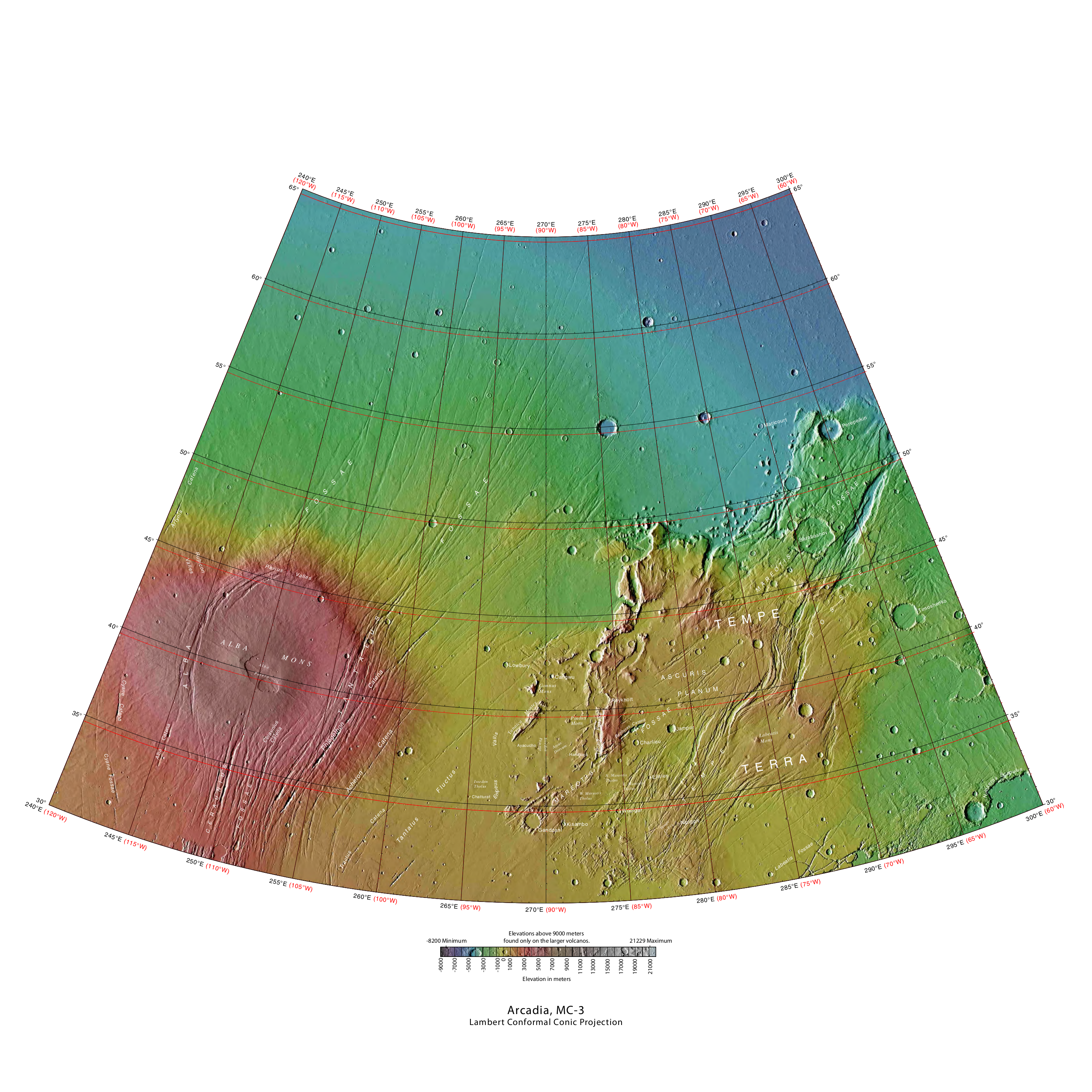
Quadrangle d'Arcadia

Dans le cadre de la géographie de la planète Mars, le quadrangle d'Arcadia  — également identifié par le code USGS MC-03 — désigne une région martienne définie par des latitudes comprises entre 30º et 65º N et des longitudes comprises entre 240º et 300º E. 